# طوني هووبر
طوني هووبر (بالإنجليزية: Tony Hooper)‏ هو عازف قيثارة ومغن مؤلف بريطاني، ولد في 14 سبتمبر 1943.